# Olympos (Larissa)
Olympos  este un oraș în Grecia în prefectura Larissa.